# 霍頓萊克海茨 (密歇根州)
霍頓萊克海茨（英語：Houghton Lake Heights）是位於美國密歇根州羅斯康芒縣羅斯康芒鎮區的一個非建制地區。

## 地理
霍頓萊克海茨所處的海拔為高於海平面358米（即1175英呎），而該地所採用的時區為UTC-5，即北美东部時區（EST）。同時該地設有夏令時間，為UTC-5調快一小時，即UTC-4（EDT）。